# Wassili Iwanowitsch Tupikow

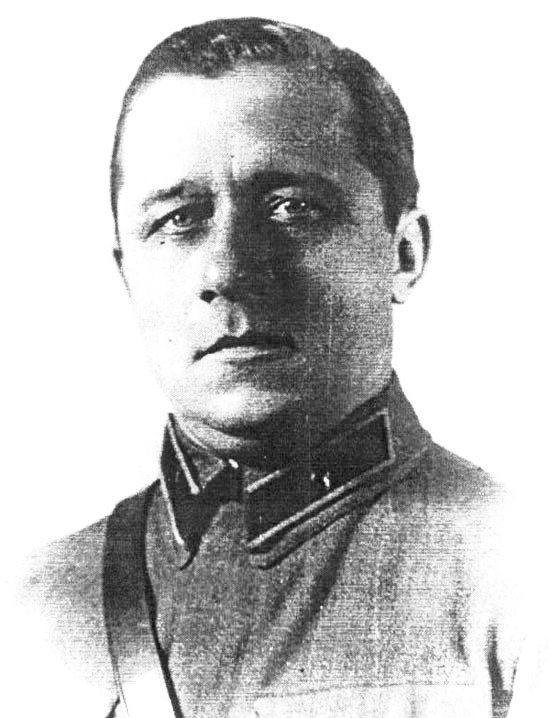
Wassili I. Tupikow

Wassili Iwanowitsch Tupikow (russisch Василий Иванович Тупиков, * 31. Dezember 1901 in Kursk; † 20. September 1941) war ein sowjetischer Offizier, zuletzt Generalleutnant. Er war bis zum Beginn des Deutsch-Sowjetischen Krieges als Militärattaché der Sowjetunion in Berlin tätig.
Zu Beginn des Krieges diente Generalleutnant Tupikow als Chef des Stabes der sowjetischen Südwestfront unter Führung von Generaloberst Michail Kirponos. In der Kesselschlacht bei Kiew fielen beide Offiziere am 20. September 1941.